# Zduńskowolski
Zduńskowolski là một huyện thuộc tỉnh Łódzkie của Ba Lan. Huyện có diện tích 369 km². Đến ngày 1 tháng 1 năm 2011, dân số của huyện là 67605 người và mật độ 183 người/km².